# محمد عبده (خطاط)
محمد عبده (1901م- 1981م) خطاط مصري مشهور من مدينة الإسكندرية، كان المعلم الأول للخطاط الكبير محمد إبراهيم، وقد اشتهر بإجادته الكتابة بالذهب على الزجاج. اختاره عبد الفتاح باشا الطويل القطب الوفدي ليعمل خطاطًا بهيئة السكك الحديدية.

## حياته ودراسته
ولد الأستاذ محمد عبده عام 1901م وتعلم الخط العربي على يد أساتذة الخطوط، لكنه لم يلتحق بأي مدرسة خط حتى احتاج شهادة خطاط للتعين بهيئة السكك الحديدية، فالتحق بمدرسة تحسين الخطوط التي أسسها الفنان محمد إبراهيم وحصل منها على دبلوم الخط العربي عام 1942م، وكان ترتيبه السادس على القطر المصري.

## عمله
عمل خطاطا بهيئة السكك الحديدية، وهيئة المساحة المصرية، وخبير خطوط بالمحاكم، بالإضافة لعمله كخطاط حُر. وهناك الكثير من أعماله باقية إلى اليوم بالإسكندرية، خاصة لوحاته التي كتبها بالذهب على الزجاج.

## وفاته
توفى إلى رحمة الله تعالى عام 1981م، وقد أهدى الكثير من أعماله المنفذة بالذهب على الزجاج قبل وفاته.